# أندي ديلون
أندي ديلون هو سياسي أمريكي، ولد في 1962. نشط حزبياً في الحزب الديمقراطي. وقد انتخب عضو مجلس نواب ميشيغان ‏.